# Rosières-aux-Salines
 Rosières-aux-Salines  là một xã thuộc tỉnh Meurthe-et-Moselle trong vùng Grand Est đông bắc nước Pháp. Xã này nằm ở khu vực có độ cao trung bình 211 mét trên mực nước biển.